# Фрідріх Крузейро
Фридрих Крузейро (21 липня 1790, Ольденбург — 3 серпня 1866, Лейпциг) — німецький історик.
Навчався у Лейпцигу, викладав у гімназії у Бреслау. У 1821 р. обійняв посаду професора стародавньої та середньовічної історії та географії в університеті Галле, а в 1828 — 1853 роках був професором історії в Дерптському університеті. Його твори: «Hellas» (1825), «Anastasis der Waräger» (1841), «Necrolivonica» (1842 ; старовини Лівонії, Естляндії та Курляндії), «Chronicon nortmannorum», wariago-russorum nec non), «Bemerkungen über die Ostseegouvernements» (1859).